# Карта Хуана де ла Коса

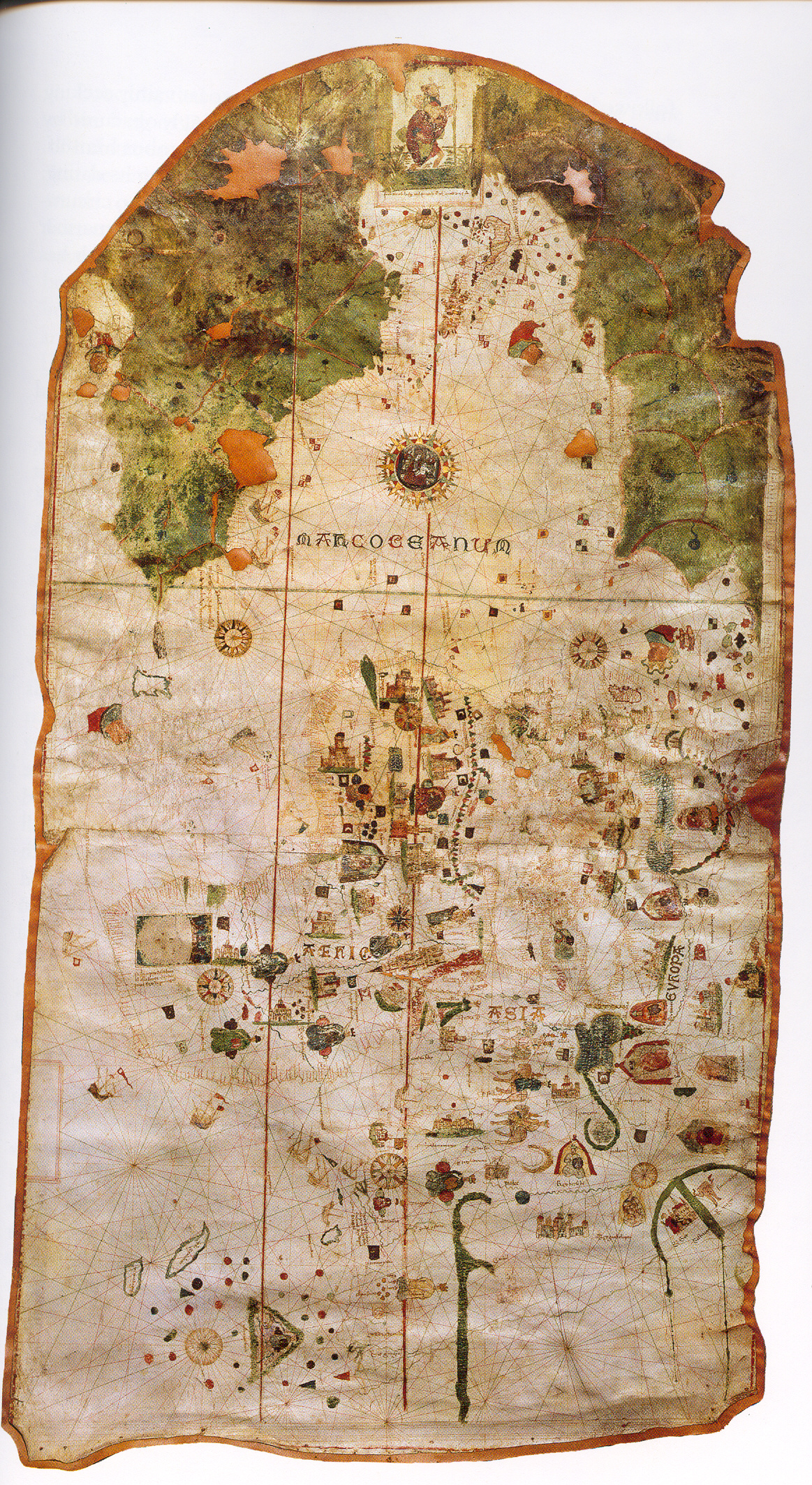
Оригінальна орієнтація карти Хуана де ла Коса

Карта Хуана де ла Коса — карта світу, яка включає найдавніше відоме зображення Нового Світу та перше зображення екватора та тропіка Рака на морській карті. Згідно напису на карті, вона була створена учасником перших експедицій Колумба, кастильським мореплавцем і картографом Хуаном де ла Коса в місті Ель-Пуерто-де-Санта-Марія в 1500 році.

## Опис
Карта Хуана де ла Коса є рукописною морською картою світу, намальованою на двох з'єднаних аркушах пергаменту, нашитих на полотняну підкладку. ЇЇ висота 96 см, ширина 183 см. Легенда, написана іспанською мовою на західному краю карти, повідомляє, що «Хуан де ла Коса зробив цю (карту) в Пуерто Санта-Марія в 1500 році». Загальний стиль схожий на інші тогочасні карти Середземномор'я, особливо на карти-портолани, виготовлені на Майорці, важливому центрі картографування того часу.
Карта являє собою сукупність двох різних карт, одна з яких охоплює Старий Світ і Атлантику на захід аж до Азорських островів, а інша представляє Новий Світ. Новий Світ пофарбований у зелений колір, а Старий Світ залишився незабарвленим. Дві карти також намальовані в різних масштабах, карта Нового Світу більше, ніж карта Старого Світу. Вона містить найдавніше відоме зображення екватора та тропіка Рака на морській карті.
Карта є першою відомою картою, на якій абсолютно беззаперечно зображена Америка. Відомі кілька більш ранніх карт, на яких можливо, але не безаперечно зображена Америка — наприклад, карта Дзуане Піццигано. Також відомі карти, на яких точно зображена Америка, але їх датування оспорюється — як, наприклад, карта Вінланду, яка виявилась підробкою XX сторіччя. Датування карти Хуана де ла Коса не викликає суперечок, на ній відображено географічні відкриття Португалії, Іспанії і Англії станом на останні роки XV століття. Відповідно з традиціями картографів на карту нанесені румби, типові для портоланів цього часу. На карті також зображено більшу частину Старого світу. Карта відображає не тільки відкриття іспанців, але й відкриття експедиції Васко да Гама 1497—1499 років, а також відкриття экспедиції Джона Кабота 1497—1499 років — на затоці на північний схід від Еспаньйоли і Куби написано: «море, відкрите англійцями» (ісп. mar descubierta po ynglesie — «mar descubierta por ingleses») і зображено декілька англійських прапорів.

### Карта Старого Світу

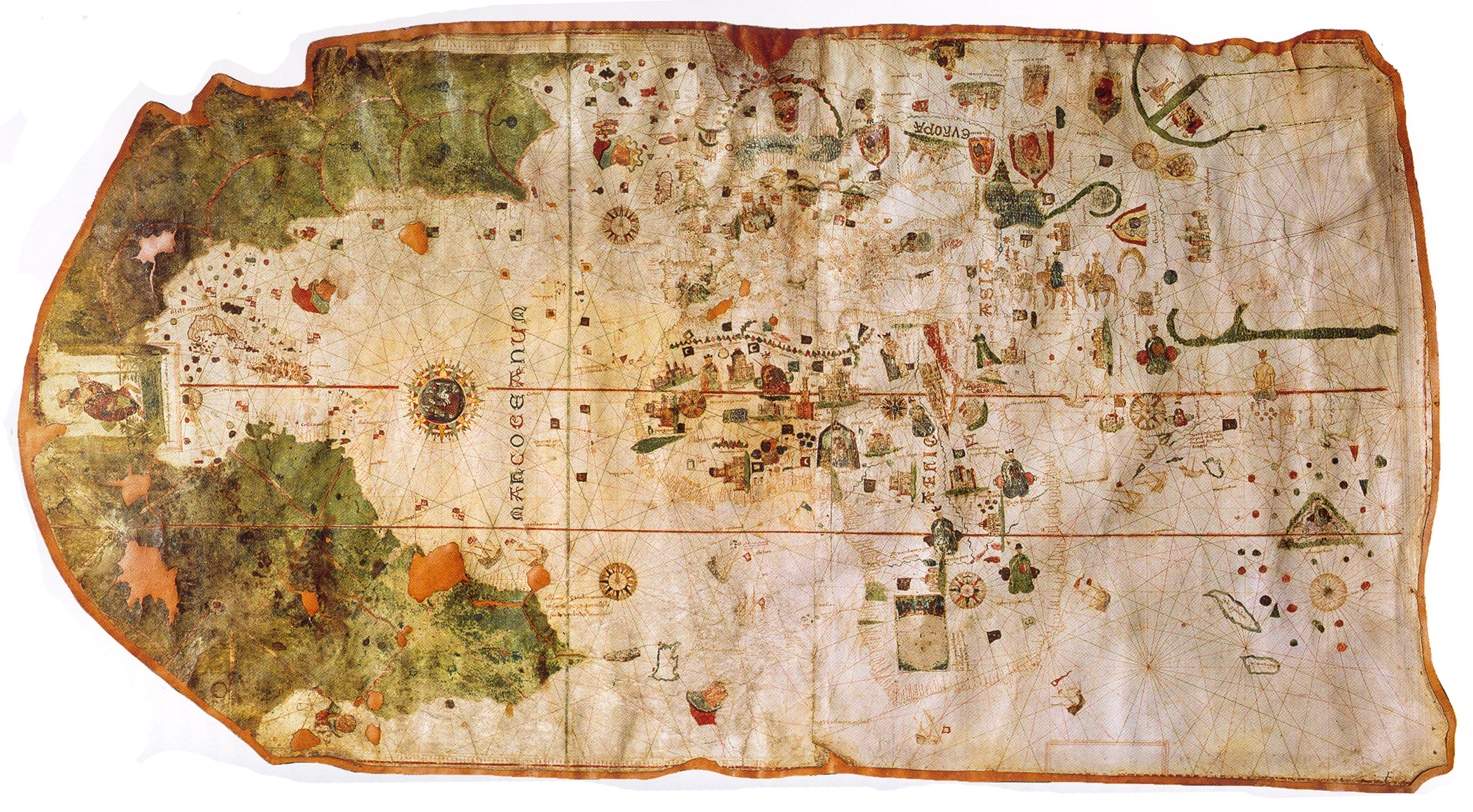
Карта Хуана де ла Коси (орієнтована на північ)

Зображення Європи, Африки та Азії нічим не примітне. Обриси Європи та Середземного моря, безперечно, були скопійовані з карт-портоланів, що були на той час у широкому вжитку. Африка зображена з південним мисом, наявність якого дозволяє обійти навколо неї на шляху до Індії, контури її західного та південного узбережжя демонструють добре знання результатів португальських досліджень, але східне узбережжя континенту сильно спотворене. Азія та Індійський океан все ще відображають птолемеївську традицію картографування.

### Карта Нового Світу

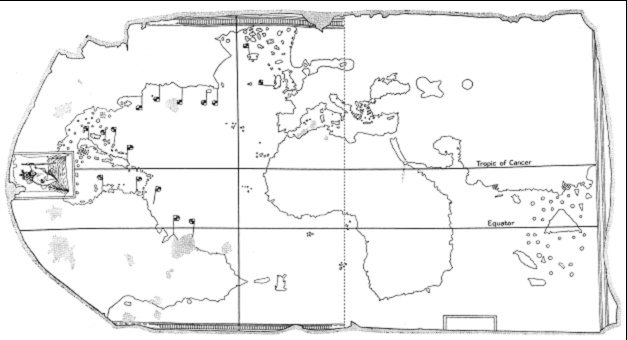
Контури карти Хуана де ла Коса

У той час як картографування Старого Світу було на той час звичайною справою, включення Нового Світу є важливою віхою в картографії. Карта Коси є найдавнішим збереженим зображенням Америки. Це також єдина відома картографічна робота, зроблена очевидцем перших подорожей Христофора Колумба. Коса також брав участь у подорожі Алонсо де Охеди в 1496 році уздовж узбережжя Південної Америки. Крім того, він бере до уваги дослідження Джона Кабота, Вісенте Пінзона та Педро Алваріша Кабрала. Для позначення державної приналежності нововідкритих земель, на карті намальовані відповідні державні прапори.
Північна Америка зображена як суша, що простягається далеко в Північну Атлантику, а Південна Америка здається континентом, але обидва намальовані таким чином, що вони можуть представляти продовження Азії, а не зовсім нові континенти. Карибські острови — Куба, Еспаньйола та Пуерто-Рико відображаються з достатньою точністю. Зокрема, Куба намальована правильно як острів, що суперечить Колумбу, який стверджував, що це півострів Азії. Не знайшло поки ще свого пояснення та обставина, що Куба зображена на карті як острів, хоча відомо, що Христофор Колумб був впевнений, що Куба — це півострів Азії, а перше задокументоване плавання навколо Куби відбулося лише в 1508 році.
На область Центральної Америки нанесене зображення святого Христофора, який несе немовля Христа через воду. Це можна трактувати як алюзію на те, що Христофор Колумб переніс християнство через Атлантику. Це також дозволяє припустити можливість існування в регіоні проходу до Індійського океану. Колумб твердо вірив в існування цього проходу і обіцянка легкого доступу до прибуткової торгівлі прянощами, ймовірно, переконала католицьких монархів профінансувати четверту (і останню) подорож Колумба.

## Історія карти

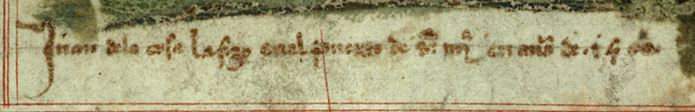
Підпис на карті, що позначає автора, місце і час її створення: «Joan de la Cosa la fizo en el Puerto de Sa Ma en anno de 1500» — «Створена в порту Санта-Марія в 1500 році Хуаном де ла Коса»

Хуан де ла Коса, ймовірно, намалював цю карту під час повернення зі свого четвертого подорожі в 1499—1500 роках для Фердинанда II Арагонського та Ізабелли I Кастильської. Можливо, Колумб представив карту католицьким монархам у 1503 році, а потім її передали в Каса-де-Контратасьйон в Севільї, де зберігалися усі морські карти Іспанської імперії. У 1514 році вона знаходилась у єпископа Бургоса Хуана Фонсеки, колишнього президентом Каси-де-Контрасьйон. Пізніше вона могла потрапити до Ватикану. У 1810 році, після вторгнення Наполеона I, велика частина секретних архівів Ватикану була перевезена до Парижа. Після зречення Наполеона вони повернулися до Святого Престолу, але багато предметів зникло, включно з картою.
Більше про карту нічого не було відомо, поки барон Чарльз-Атаназ Валькенаер не придбав її у крамниці торговця непотрібом в Парижі на початку XIX століття. У 1832 році німецький натураліст Олександр фон Гумбольдт вперше визначив її як важливий історичний документ. Карта була придбана урядом Іспанії в 1853 році і є частиною колекції Військово-морського музею в Мадриді.